# Marschfart
Marschfart är den hastighet ett fordon normalt håller över längre sträckor. Begreppet används främst inom sjöfart och flyg, där det senare ofta kombineras med ”marschhöjd”.

## Ekonomisk optimering
Marschfarten väljs för att minimera transportkostnaden per tidsenhet, givet begränsningar i bränsleförbrukning, personal, fordon och hastighetsregler.  
Eftersom personal och fordon debiteras per timme snarare än per kilometer eftersträvar operatörer ofta högsta tillåtna fart och få uppehåll – även om detta ökar bränsleåtgången per kilometer.

## Tillämpning i färjetrafik
På färjelinjer anpassas marschfarten till ruttens längd och tidtabell. På medellånga sträckor kan farten sänkas om tidsmarginalen tillåter. Höghastighetsfärjor ger kortare restid och fler turer per dygn, vilket möjliggör högre biljettpriser men kräver betydligt mer bränsle per passagerarkilometer.